# 古今輝
古今輝（1834年—1908年），字宜珊，城东莲塘人（另一说梅县人）。20岁时到马来亚、安南（今越南）经商。1867年至檀香山，成為当地华人首领。